# Balanites rotundifolia
Balanites rotundifolia är en pockenholtsväxtart som först beskrevs av Van Tiegh., och fick sitt nu gällande namn av Blatter. Balanites rotundifolia ingår i släktet Balanites och familjen pockenholtsväxter.

## Underarter
Arten delas in i följande underarter:
- B. r. scillin
- B. r. setulifer